# College Station (Texas)
College Station település az Amerikai Egyesült Államok Texas államában, Brazos megyében. Lakosainak száma 120 511 fő (2020. április 1.).

## Közlekedés

### Vasút
A települést napi egy pár Texas Eagle néven futó Amtrak távolsági vonatjárat érinti.

## Népesség
| Lakosok száma | 93 857 | 100 050 | 120 511 |
|               | 2010   | 2013    | 2020    |